# Смірнов Юрій Іванович
Юрій Іванович Смірнов (4 квітня 1956 — 11 листопада 2014, Київ) — український військовослужбовець-розвідник, полковник запасу, учасник війни в Афганістані (1981—1983).
Ліквідатор наслідків Чорнобильської катастрофи. Один із засновників та перших співробітників Головного управління розвідки Міністерства оборони України. За бойові досягнення нагороджений понад 20 орденами та медалями.

## Життєпис
Народився 4 квітня 1956-го року. З 1973-го року — у Збройних силах СРСР.
У 1977-му році закінчив Бакинське вище загальновійськове командне училище. Проходив службу у 6-тій гвардійській танковій дивізії (28-ма армія).
У червні 1981-го року направлений на військові терени Афганістану помічником начальника розвідки 201-ї мотострілецької дивізії у місті Кундуз.
З грудня 1982-го року по 1983-й рік — офіцер розвідувального відділу штабу 40-ї армії у місті Кабул. В Афганістані брав участь у бойових операціях, декілька разів потрапляв у засідки та підривався на бойових машинах. Пізніше згадував:
|  | З приводу так званого везіння розповім такий випадок. Наприкінці 1981 року я брав участь у виході розвідувальної роти на знешкодження банди, яка діяла біля кишлаку Мухамедад. За даними наших інформаторів, банда налічувала близько двадцяти осіб, але інформація виявилася хибною — замість двадцяти душманів виявилося понад вісімдесят. Завдяки тому, що операція проводилася вночі, нам вдалося відірватися від переслідування та викликати бойові гелікоптери, які знищили банду.Оригінальний текст (рос.) По поводу так называемого везенья расскажу такой случай. В конце 1981 года я принимал участие в выходе разведывательной роты на обезвреживание банды, которая действовала в районе кишлака Мухамедад. По данным наших информаторов, банда насчитывала около двадцати лиц, но информация оказалась ошибочной — вместо двадцати душманов оказалось свыше восьмидесяти. Благодаря тому, что операция проводилась ночью, нам удалось оторваться от преследования и вызывать боевые вертолеты, которые уничтожили банду. |

За бойові досягнення нагороджений понад 20-ма орденами та медалями, зокрема, орденом Червоної Зірки та орденом Богдана Хмельницького III ступеню.

Могила Юрія Смірнова, Лук'янівське військове кладовище

У 1983-му році повернувся до СРСР, продовжив службу у Збройних силах. Закінчив Військову академію імені М. В. Фрунзе. Займався підготовкою курсантів-розвідників у Київському вищому загальновійськовому командному училищі.
У 1986-му—1987-му роках брав участь у ліквідації наслідків Чорнобильської катастрофи. На початку 1990-х років став одним із засновників та перших співробітників Головного управління розвідки Міністерства оборони України.
З 2004-го року полковник Юрій Смірнов у запасі. З 2007-го по 2011-й роки — заступник директора департаменту по роботі з ветеранами, начальник відділу по роботі з регіонами Державної служби з питань інвалідів та ветеранів України. Працював в організації ветеранів війни, праці і збройних сил при Київській обласній раді.
Був одружений, виховав двох доньок та сина. В останні роки життя тяжко хворів. Помер на 59-му році життя 11 листопада 2014-го року. Похований на Лук'янівському військовому кладовищі (50°28′13.28″ пн. ш. 30°27′18.17″ сх. д. / 50.4703556° пн. ш. 30.4550472° сх. д.).

## Нагороди
- 1982 — орден Червоної Зірки
- 1984 — медаль «За бездоганну службу»
- 1988 — медаль «Воїну-інтернаціоналісту від вдячного афганського народу»
- 1992 — медаль «У пам'ять 1500-річчя Києва»
- 1998 — медаль Жукова
- 2009 — медаль «Ветеран бойових дій» (від Комітету у справах воїнів-інтернаціоналістів)
- 2009 — медаль «20 років з дня виведення військ з Афганістану»
- 2010 — медаль «Обов'язок виконаний з честю» (від Асоціації «Афганці Чорнобиля»)
- 2010 — орден Богдана Хмельницького III ступеня
- медаль «60 років Збройних Сил СРСР»
- медаль «70 років Збройних Сил СРСР»
- відзнака «Знак пошани»
- орден Святого Юрія Переможця (Георгія Побідоносця)
- медаль «15 років військової розвідки України» (від Міністерства оборони України)
- медаль «За заслуги» I, II та III ступенів (від Української спілки ветеранів Афганістану)
- медаль «За відвагу» (від Української спілки ветеранів Афганістану)
- пам'ятна відзнака «За віру та мужність» (від Української спілки ветеранів Афганістану)
- почесна відзнака «Бойове братство» (від Української спілки ветеранів Афганістану)
- відзнака «За заслуги» (від Фонду ветеранів воєнної розвідки)
- почесна нагорода «За мужність» (від «Союзу Чорнобиль України»)